# Phyllophorella woodfordi
Phyllophorella woodfordi är en insektsart som först beskrevs av Kirby, W.F. 1899.  Phyllophorella woodfordi ingår i släktet Phyllophorella och familjen vårtbitare. Inga underarter finns listade i Catalogue of Life.